# Soldadura plàstica
La Soldadura plàstica és un procés mitjançant el qual s'aconsegueix la unió de dues parts polimèriques portant-les a la fusió i després deixant-les refredar en contacte. Per assolir la temperatura de soldadura cal aportar energia ja siga tèrmica o mecànica.

## Tècniques
Hi ha diversos processos que permeten la soldadura de plàstics.

### Ultrasons
Aquesta tècnica utilitza energia mecànica per soldar les dues peces. El procés consisteix a mantenir les peces en contacte i sota pressió mentre se'ls aplica una vibració d'alta freqüència. Els ultrasons aplicats oscil·len entre els 20 i els 40 kHz. Les forces alternatives d'alta freqüència generen calor a la junta tot produint unions d'elevada qualitat.
El principal inconvenient és que només està limitat a peces menudes i amb zones d'unió de poca superfície. Generalment s'empra per a la fixació de vàlvules, filtres i altres components de petites dimensions.

### Fricció
En aquest cas una de les dues peces roman quieta i l'altra es fa girar a gran velocitat, a una velocitat angular controlada, mantenint les dues superfícies en contacte de manera que apareix un elevat calor de fricció tot provocant la fusió. A continuació es refreda i es tenen les dues peces juntes. Alguns paràmetres que cal tenir en compte són: la velocitat de rotació, la pressió de fricció o el temps de soldadura.
Els avantatges són la gran qualitat de les unions i la simplicitat del procés. Els inconvenients principal són la forma i la disposició de les peces, ja que com a mínim una ha de ser circular i no han de requerir una orientació angular.

### Vibració
Aquest cas també es coneix com a soldadura de fricció lineal. El procés consisteix a mantenir dues superfícies sota pressió i sotmeses a una freqüència i amplitud òptimes fins que s'hi genera l'energia suficient per fondre el polímer. Les vibracions aplicades estan entre els 100-240 Hz de freqüència i els 1-5 mm d'amplitud.
El principal avantatge és que permet unir peces de gran dimensions de manera òptima. Un altre és que permet unir gairebé tots els termoplàstics ja siguen injectats, extrudits, bufats, escumats o segellats. Això fa que siga el mètode més emprat per productes de consum.

### Superfície calenta
Aquesta tècnica fa servir l'energia tèrmica d'una làmina calenta que se situa entre les dues superfícies a soldar. Una vegada retirada i en entrar en contacte sota pressió i després del refredament, s'hi produeix la unió. La temperatura de la placa està entre els 180-230 °C depenent dels materials en qüestió i de la superfície. Les plaques solen ser d'alumini o d'aliatges alumini/coure.
Principalment és utilitzat per unir conductes de distribució d'aigua o gas, o xarxes de distribució a indústries químiques. També s'utilitza en processos de producció en massa per la velocitat (10-20 segons) del procés.

### Gas calent
L'energia tèrmica, però en aquest cas d'una corrent gasosa, és la causant de l'augment de temperatura que fon el material. És similar al procés amb oxiacetilè amb els metalls. El gas (aire, nitrogen, hidrogen o diòxid de carboni) es fa passar per l'interior d'una resistència eixint per un orifici dirigit a la zona de treball. En aquest cas si que cal material d'aportació.
El plàstics que poden soldar-se així són: PVC, polietilè, policarbonats i niló. El principal avantatge és que no hi ha limitacions quant a les peces; l'inconvenient és la seva lentitud.